# Decarabia
Na demonologia, Decarabia (também chamado Carabia) é um demônio, de acordo com A Chave Menor de Salomão, é o grande Marquês do inferno, embora ele não tem nenhum título na hierarquia infernal dado pela Pseudomonarchia Daemonum. Ele tem trinta legiões de demónios sob seu comando.
Decarabia conhece todas as virtudes de plantas aromáticas e pedras preciosas, e pode transformar-se em todas as aves, voar e cantar como eles perante o seu invocador.
Ele é retratado, aparecendo como um pentagrama estrela, mudando para a forma de um homem sob o pedido do mágico.
A sua descrição na Ars Goetia é a seguinte: "O sexagésimo nono espírito é o Marquês Decarabia. Ele aparece na forma de uma estrela em um Pentáculo no início; mas depois, ao comando do Magista, toma a feições humanas. Pode descobrir as virtudes dos pássaros e gemas preciosas e pode fazer as moscas se tornarem semelhante a pássaros, cantando e bebendo água como pássaros verdadeiros. Governa 30 legiões."

## Descrição[2]
- Título: Marquês.
- Elemento: Água.
- Cor da vela: Violeta.
- Posição do Zodíaco: 10 - 14º de Peixes.
- Governo: 01 - 05 de Março
- Horário: Das 15 horas até às 21 horas e disso até o amanhecer.
- Planeta: Lua.
- Dia da semana: Segunda-feira.
- Incenso: Jasmim.
- Metal: Prata.
- Carta do Tarot: 9 de copas.
- Mantra: Hoe-strah nok rah Dee-kara-bee-ah seh-core;
- Anjo governante: Roehel